# Secymin Polski
Secymin Polski – wieś sołecka w Polsce położona w województwie mazowieckim, w powiecie nowodworskim, w gminie Leoncin. Przez Secymin Polski przebiega droga wojewódzka 565.
W latach 1975–1998 miejscowość administracyjnie należała do województwa warszawskiego.